# Olomoucký kraj

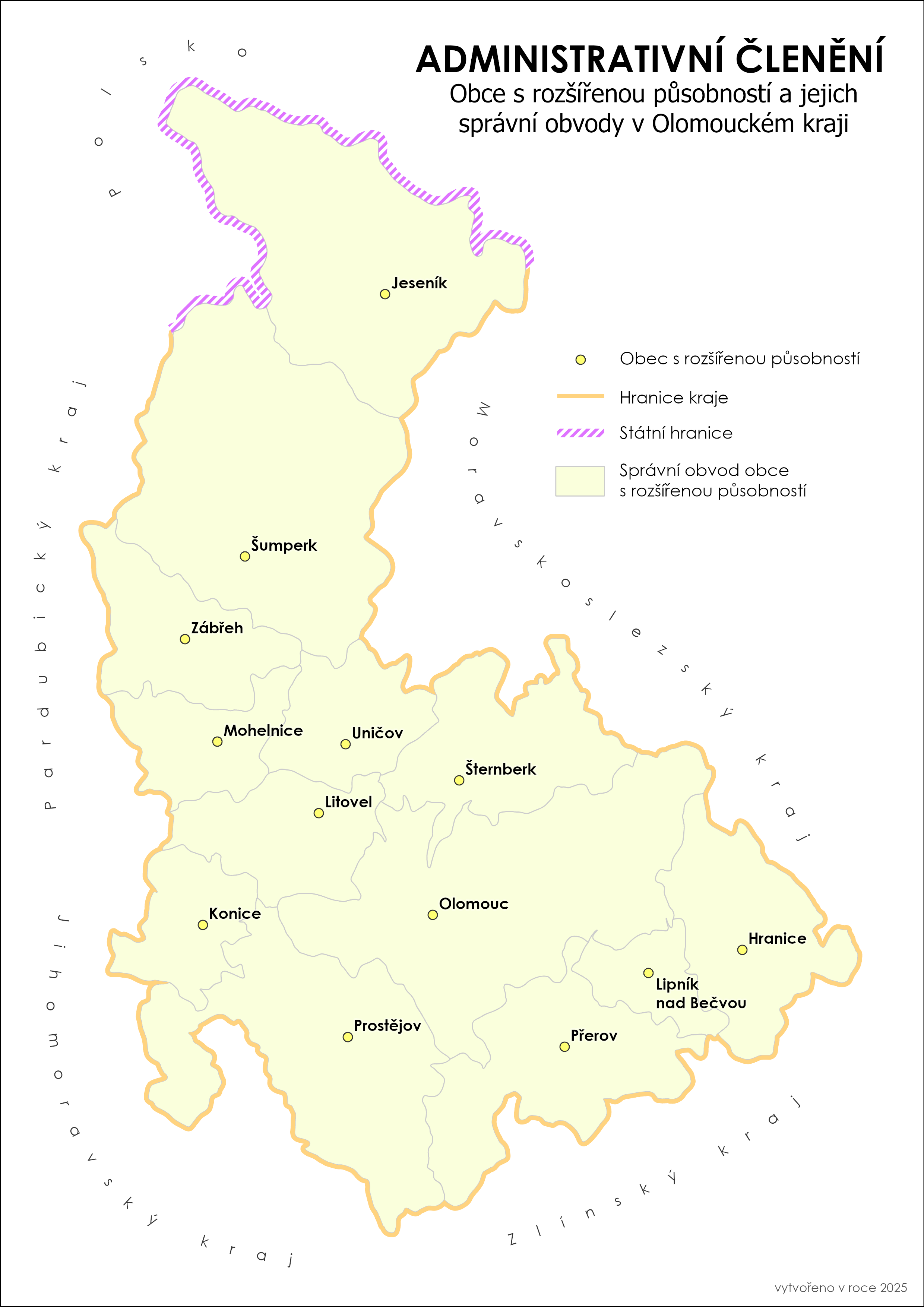
Administrativní členění kraje

Olomoucký kraj je vyšší územně samosprávný celek, jehož území je tvořeno pěti okresy v západní části někdejšího Severomoravského kraje a okresem Prostějov v severní části územního Jihomoravského kraje. Geograficky zahrnuje sever a severozápad Moravy a západ Českého Slezska. Na východě sousedí s Moravskoslezským krajem, na jihovýchodě se Zlínským krajem, na jihozápadě s Jihomoravským krajem a na západě s Pardubickým krajem, na severu pak hraničí s polskými vojvodstvími Dolnoslezským a Opolským. Žije zde přibližně 632 tisíc obyvatel. Sídlem kraje je Olomouc.

## Přírodní podmínky
Průměrná nadmořská výška více méně klesá od severu k jihu. O nejvyšší moravské pohoří Hrubý Jeseník (Praděd, 1 491 m) se Olomoucký kraj dělí se sousedním Moravskoslezským krajem; po hřebeni Jeseníků také vede historická zemská hranice mezi Moravou a Slezskem, na jejímž styku s dnešním územím Polska (Kladského výběžku) poblíž hory Smrk, 5 km severozápadně od Ramzové, se nachází i nejsevernější bod Moravy. Západ a jihozápad kraje pokrývají výběžky Českomoravské vrchoviny, na východní hranici se zvedají Oderské vrchy. Jihovýchodní část kraje vyplňují úrodné nížiny a města na Hané.
Od severu k jihu krajem protéká řeka Morava, do jejíhož povodí patří většina území kraje. Morava se na rakousko-slovenské hranici vlévá do Dunaje, který její vody odvádí do Černého moře. Okrajové části kraje na severu (za hradbou Jeseníků) a severovýchodě odvodňuje řeka Odra do Baltského moře.
V Olomouckém kraji leží nejhlubší propast v Česku, Hranická propast (−404 m). Celková potvrzená hloubka suché i mokré části je 473,5 m, což ji činí nejhlubší zatopenou propastí na světě. Geologové dnes odhadují, že by mohla dosahovat hloubky i přes několika kilometrů, čemuž nasvědčuje teplota a chemické složení vody v jezírku. RNDr. Jiří Pogoda uvádí, že v neděli dne 13. dubna 1980 při sólovém ponoru spustil sondu speciální konstrukce (kluzák) ze Zubatice do celkové hloubky vody 260 metrů, aniž by dosáhl dna. Jeho údaje o měření potvrdil v září 2016 ovládaný robot, když dosáhl rekordní hloubky 404 m.
Zajímavé přírodní oblasti jsou Litovelské Pomoraví, přírodní park Sovinecko a Velký Kosíř. Oderské vrchy a Nízký Jeseník jsou plné hustých lesů a meandrujících potoků.

## Administrativní členění

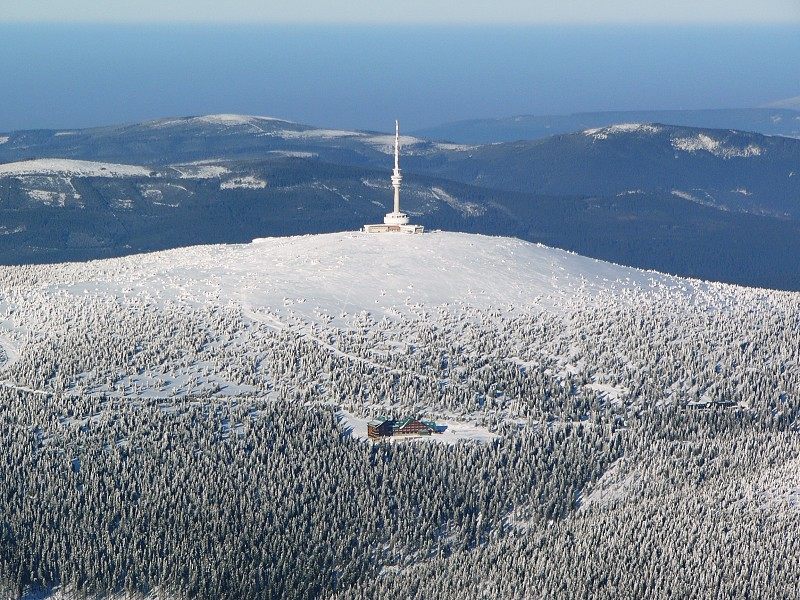
Hora Praděd, nejvyšší bod Olomouckého kraje

Na území kraje se nacházejí dva euroregiony:
- Glacensis
- Praděd

Území kraje je vymezeno územím pěti okresů:
- Olomouc
- Přerov
- Prostějov
- Šumperk
- Jeseník

Začátkem roku 2003 zanikly okresní úřady a samosprávné kraje se od té doby pro účely státní správy dělí na správní obvody obcí s rozšířenou působností, ty dále na správní obvody obcí s pověřeným obecním úřadem. Kromě bývalých okresních měst vykonávají rozšířenou působnost státní správy na území kraje ještě tyto obce:
- Hranice
- Konice
- Lipník nad Bečvou
- Litovel
- Mohelnice
- Šternberk
- Uničov
- Zábřeh

V kraji je 401 obcí, z toho 13 obcí s rozšířenou působností. Status města má 31 obcí. Sídelním městem hejtmana a hlavní městem kraje, kde je proto umístěn i jeho krajský úřad, je statutární město Olomouc.

## Historie
Kraj byl zřízen spolu s dalšími samosprávnými kraji na základě článku 99 a následujících Ústavy České republiky, ústavního zákona č. 347/1997 Sb., o vytvoření vyšších územních samosprávných celků, který stanoví názvy krajů a jejich vymezení výčtem okresů (území okresů definuje vyhláška ministerstva vnitra č. 564/2002 Sb.) a pro vyšší územní samosprávné celky stanoví označení „kraje“. Kraje definitivně vznikly 1. ledna 2000, samosprávné kompetence získaly na základě zákona č. 129/2000 Sb., o krajích (krajské zřízení), dne 12. listopadu 2000, kdy proběhly první volby do jejich nově zřízených zastupitelstev. Toto krajské členění je obdobné krajům z let 1948–1960, zřízených zákonem č. 280/1948 Sb.
Zákonem č. 387/2004 Sb. byly k 1. lednu 2005 přesunuty do Olomouckého kraje tři obce (Huzová, Moravský Beroun, Norberčany) z Moravskoslezského kraje.
Olomouc v minulosti soupeřila s Brnem o vedoucí postavení na Moravě. Už za Přemyslovců byla Morava rozdělena na tři úděly: Olomoucký, Brněnský a Znojemský. Později se Brno stalo sídlem moravských zemských stavů, ale i potom se stavy scházely střídavě v Olomouci a Brně. Reformou z roku 1948 pak s účinností od 1. ledna 1949 zaniklo členění na země a vznikl Olomoucký kraj, který byl výrazně větší než moderní Olomoucký kraj. 1. července 1960 pak byl tento kraj na základě další reformy rozdělen mezi kraj Severomoravský, Jihomoravský a Východočeský. Další reformou roku 2000 vznikl na částech území krajů Jihomoravského a Severomoravského kraje samosprávný Olomoucký kraj, opět zahrnující jak část historického území Moravy, tak i Slezska (téměř celý okres Jeseník, okolo 13 % území kraje)
Olomouc je také sídlem arcibiskupství katolické i pravoslavné církve, spravujícího zhruba celou Moravu a České Slezsko.

## Seznam hejtmanů
- Jan Březina (2000–2004)
- Ivan Kosatík (2004–2008)
- Martin Tesařík (2008–2012)
- Jiří Rozbořil (2012–2016)
- Oto Košta (2016–2017)
- Ladislav Okleštěk (2017–2020)
- Josef Suchánek (2020–2024)
- Ladislav Okleštěk (od 2024)

## Statistické údaje
| Okres     | Rozloha [km²] | Počet obyvatel | Hustota zalidnění | Počet obcí    |
| --------- | ------------- | -------------- | ----------------- | ------------- |
| Jeseník   | 719           | 36 949         | 51 obyv./km²      | 24            |
| Olomouc   | 1 608         | 238 843        | 149 obyv./km²     | 97+1 voj. új. |
| Prostějov | 777           | 108 930        | 140 obyv./km²     | 97            |
| Přerov    | 854           | 128 304        | 150 obyv./km²     | 105           |
| Šumperk   | 1 313         | 119 838        | 91 obyv./km²      | 78            |

## Turistické zajímavosti
- Faunapark
- Zoologická zahrada Olomouc
- Hrad Šternberk
- Hrad Bouzov
- Hrad Helfštýn
- Zámek Úsov
- Tovačovský zámek
- Zámek Jánský Vrch

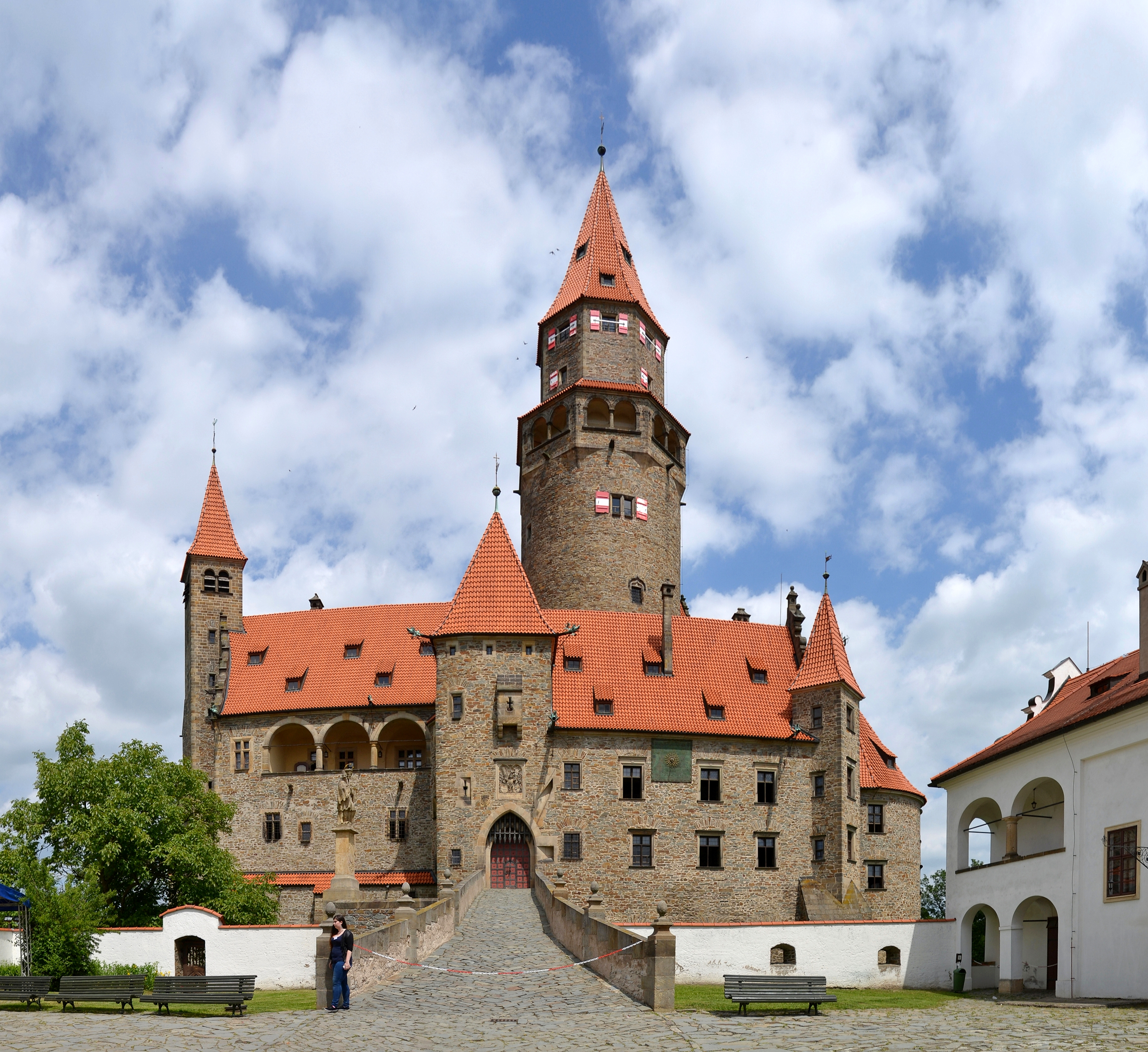
Hrad Bouzov

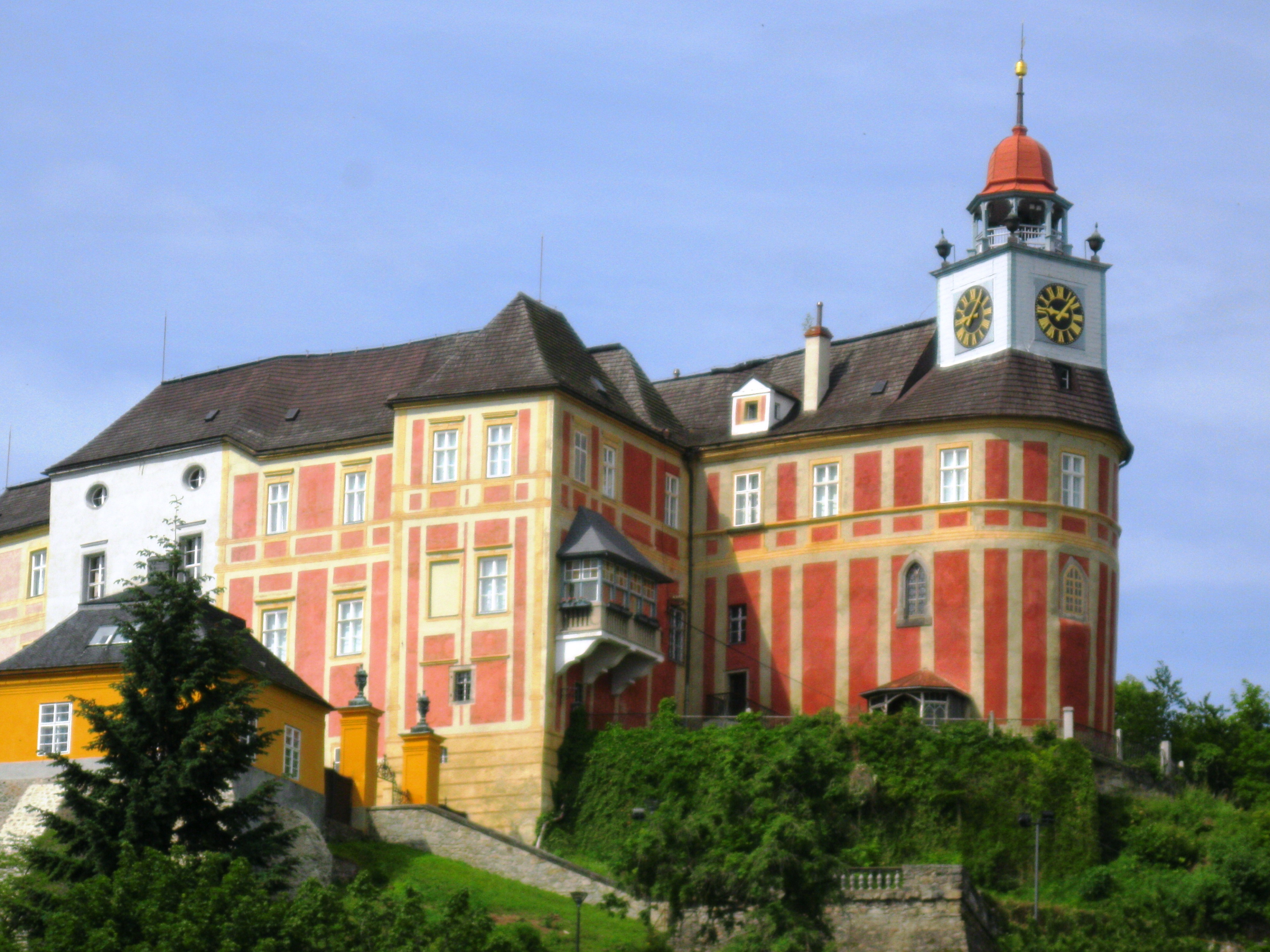
Zámek Jánský Vrch v Javorníku

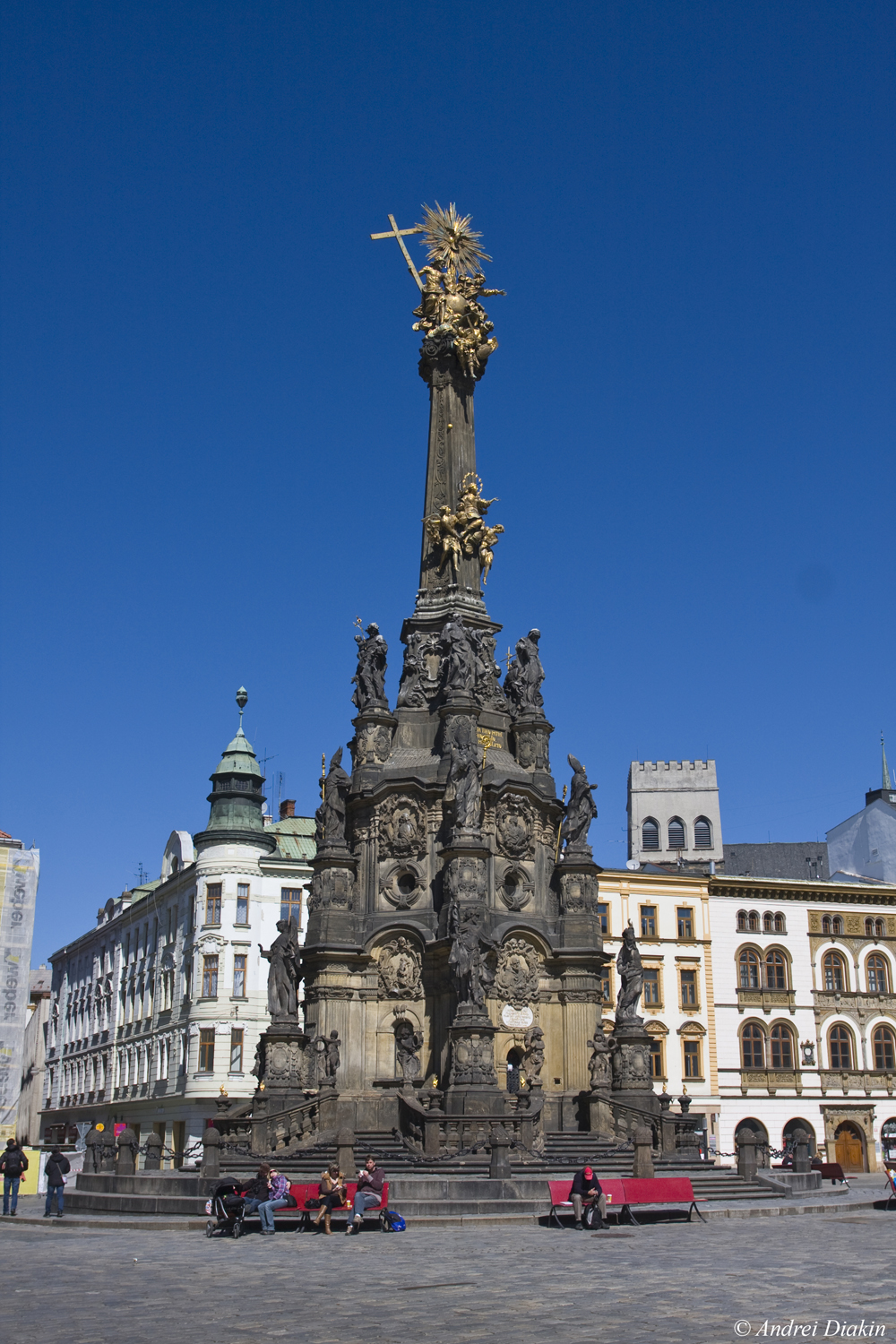
Sloup Nejsvětější Trojice v Olomouci

- Priessnitzovy léčebné lázně Jeseník
- Zbrašovské aragonitové jeskyně
- Jeskyně Na Pomezí
- Javoříčské jeskyně
- Hranická propast
- přírodní rezervace Rejvíz
- Hrubý a Nízký Jeseník
- Muzeum papíru – ruční papírna ve Velkých Losinách
- Zámek Velké Losiny
- Hanácký skanzen Příkazy
- Muzeum výroby Olomouckých tvarůžků
- Vlastivědné muzeum v Olomouci
- Flora Olomouc
- Acrobat Park ve Štítech
- Arcibiskupský palác v Olomouci
- Muzeum umění Olomouc
- Katedrála svatého Václava
- Kašny v Olomouci
- Vlastivědné muzeum Jesenicka
- Vlastivědné muzeum v Šumperku
- Muzeum Komenského na zámku v Přerově
- Muzeum a galerie v Prostějově
- Muzeum Litovel
- Expozice času Šternberk
- Vědecká knihovna v Olomouci
- Muzeum silnic ve Vikýřovicích
- Dětské muzeum Javorník
- Svatý Kopeček
- Zámek Plumlov
- Zámek Náměšť na Hané
- Zámek Čechy pod Kosířem

## Doprava
Ze západu na východ krajem prochází český „hlavní železniční tah“ z Prahy přes Pardubice, Zábřeh, Olomouc, Přerov, Hranice a dále na Ostravsko a na Slovensko či do Polska, jižně na Brno a Vídeň. Dálniční tah spojuje Olomouc s Brnem na jihu, pokračuje na severovýchod do Ostravy, východním směrem je započaté napojení na dálnici D1 přes Přerov do Zlína, a severozápadně na Hradec Králové. Záložní letiště se smíšeným provozem se nachází 4,5 km od Přerova a byla zde 23. vrtulníková základna Dr. Edvarda Beneše Armády České republiky. Další veřejná letiště se nacházejí v Olomouci (Letiště Olomouc) a Prostějově (Letiště Prostějov).
V Olomouci se nachází také jedna z nejstarších tramvajových sítí. V kraji funguje Integrovaný dopravní systém Olomouckého kraje (IDSOK).

## Věda a vzdělání

### Vysoké školy
V Olomouci sídlí Univerzita Palackého, která byla založena v roce 1573, a je po Univerzitě Karlově druhou nejstarší na českém území. K roku 2025 měla okolo 23 tisíc studentů studujících na osmi fakultách.
V kraji působí i dvě soukromé vysoké školy neuniverzitního typu. V roce 2005 byla založena Moravská vysoká škola Olomouc sídlící v budově Regionálního centra Olomouc. K roku 2025 zde studovalo 321 studentů na jedné fakultě se třemi obory. Od roku 2004 působí v Přerově Vysoká škola logistiky realizující bakalářské, magisterské a MBA studium.

### Vyšší odborné školy v Olomouci
- Vyšší odborná škola zdravotnická Emanuela Pöttinga
- Vyšší odborná škola a Střední průmyslová škola elektrotechnická
- Caritas – Vyšší odborná škola sociální Olomouc
- Vyšší odborná škola sociální a teologická – DORKAS

## Hospodářství
Nejvíce obyvatel pracuje v průmyslu (zpracovatelsko-strojírenský, kovodělný, elektrické a optické přístroje, částečně textilní a oděvní). Plochy zemědělské půdy jsou rozsáhlé, přesto se zaměstnanost v zemědělství neustále snižuje. Avšak je to vhodné prostředí pro brigádníky. Celý kraj je atypický. U hranic s Polskem je nížina, pak Jeseníky a na jihu opět nížinatý povrch doplněný typickými bohatými hanáckými městy a obcemi protkanými železniční sítí, i vznikající hustou sítí dálnic.

### Průmyslové podniky
- Moravské železárny Olomouc (nově UNEX)
- Hanácké železárny
- Sigma Group Lutín
- Mora Moravia Olomouc
- Meopta - optika
- Cement Hranice
- Tondach Hranice
- Precheza Přerov
- Solné Mlýny Olomouc
- A.W. (Olomoucké tvarůžky)
- Nestlé Česko (závod ZORA)
- OLMA
- Adriana Litovel
- PANAV, Senice na Hané
- GEMO Olomouc
- Timken v Olomouci
- Hella Mohelnice
- Siemens Mohelnice
- RESTA
- SULKO Zábřeh
- EXCALIBUR ARMY (opravy, modernizace a výroba vojenské techniky)
- Honeywell Aerospace Olomouc (výroba leteckých motorových dílců)
- PSP Engineering (Přerovské Strojírny)
- PSP Speciální strojírna (Přerovské Strojírny)
- PSP Slévárna (Přerovské strojírny)
- PSP Pohony (Přerovské strojírny)
- DT výhybkárna a strojírna, Prostějov
- Slévárna ANAH, Prostějov
- Mubea Prostějov
- TDK Electronics Šumperk
- Pars nova Šumperk
- Toray Textiles Central Europe, Prostějov
- Koutný Prostějov (výroba zejména pánské konfekce)

## Mezinárodní spolupráce
Partnerské regiony:
- Gjandža, Ázerbájdžán
- Jün-nan, Čína
- Fu-ťien, Čína
- Provincie Reggio Emilia, Itálie
- Župa Baranya, Maďarsko
- Zemský okres Würzburg, Bavorsko, Německo
- Opolské vojvodství, Polsko
- Trnavský samosprávný kraj, Slovensko
- Autonomní oblast Vojvodina, Srbsko